# Balandin (cráter)

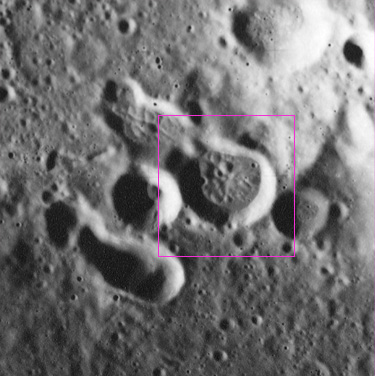
Instantánea a bordo del Apolo 17

Balandin es un pequeño cráter que se encuentra en la cara oculta de la Luna, dentro de la gran llanura amurallada del cráter Gagarin, cerca de su borde oriental. Se encuentra junto a una serie de cráteres (sin nombre) un poco más pequeños situados hacia el este y el oeste.

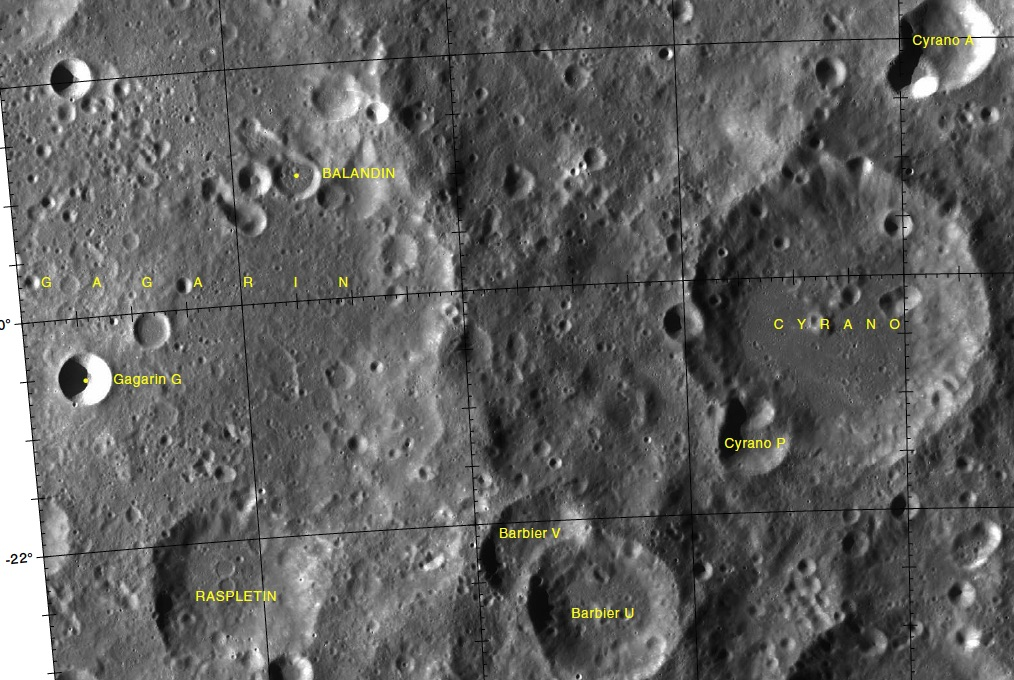
Puntos de referencia del cráter Balandin. Mapa ALC-103.

Es circular, con un suelo interior un tanto inusual lleno de montículos, similar al del cercano cráter Kosberg, a Barbier F dentro de Barbier, o al cráter Van den Bos.